# Међународни дан безбедности и здравља на раду
Међународни дан безбедности и здравља на раду је празник Уједињених нација који се прославља 28. априла. Празник је уведен 2003. од стране Међународне организација рада, при ОУН.
Дан је посвећен подизању свести о безбедности и здрављу на раду, и промовисању иницијатива и закона којима се она побољшава на међународном нивоу.
Овај дан се поклапа и са Међународним даном сећања на преминуле и повређене раднике, који од 1996. године обележавају синдикални покрет широм света.

## Обележавање у Србији
У Србији се овај дан обележава од 2010. и на тај дан синдикати објављују саопштења везана за безбедност и здравље на раду. Синдикати критикују законска решења која сматрају неповољним, и позивају раднике да реагују и пријаве неправилности које угрожавају њихову безбедност и здравље на раду. У саопштењу поводом обележавања овог празника, министар рада Никола Селаковић је изразио жељу да нови Закон о безбедности и здрављу на раду буде симболично усвојен на овај празник, и говорио о предностима новог закона у односу на до тада примењивани закон из 2005. који је наилазио на бројне критике посебно током пандемије ковида. Нови закон о безбедности и здрављу на раду усвојен је дан касније, 29. априла 2023.